# 이정훈 (1975년)
이정훈(1975년 11월 23일 ~ )은 전 KBO 리그 현대 유니콘스의 외야수이다.

## 현대 유니콘스시절
1998년에 입단하였다.

## 출신 학교
- 장충고등학교
- 홍익대학교